# Хронология войны в Афганистане (2001—2014)
Хронология войны в Афганистане (с 2001 по 2014 год) — асимметричного военного конфликта между Международными силами содействия безопасности (ISAF), поддерживаемыми сначала Северным альянсом, а затем новым правительством Афганистана, и исламистской организацией Талибан, контролировавшей до этого большую часть Афганистана. Один из этапов гражданской войны в Афганистане, продолжающейся с 1978 года.
США проводят операцию в Афганистане в рамках операции «Несокрушимая свобода», начатой в ответ на террористический акт 11 сентября 2001. Международные силы содействия безопасности в Афганистане (ISAF) действуют в соответствии с резолюцией № 1386 Совета Безопасности ООН от 20 декабря 2001 года. Это самая продолжительная война в истории США.

С июля 2011 года начался постепенный вывод войск коалиции из Афганистана. В июле 2013 года обеспечение безопасности в стране передано местным силовым структурам, с этого момента контингент коалиции играет вспомогательную роль. Фактически война была окончена лишь формально, а на самом деле продолжалась и дальше.

### 2001
- 7 октября — военная операция против движения Талибан началась вечером. В нанесении первого удара принимали участие 40 боевых самолётов; с американских и британских кораблей было выпущено около 50 крылатых ракет.

В течение первого месяца боевые действия сводились к воздушным бомбардировкам американской авиацией различных военных объектов движения Талибан. Система ПВО талибов была выведена из строя почти сразу; вся имевшаяся у них авиация была уничтожена на аэродромах. Также проводились и наземные операции с участием сил специального назначения стран коалиции.
- 27 ноября — начало наземной операции против укреплённого района Тора-Бора[1].
- 4 декабря — Окружение Кандагара.
- 7 декабря — падение Кандагара.
- 16 декабря — падение Тора-Боры.

### 2002
Основная статья: Операция «Анаконда»
- 5 января — от действий противника в Афганистане погиб первый американский солдат.
- 19 января — «Супер Стэллион» (сер. номер 163082, 361-й эскадрильи тяжёлых вертолётов, 16-й морской авиагруппы, 3-го морского авиакрыла Корпуса морской пехоты США) Потерпел катастрофу из-за отказа двигателей, в горной местности в районе Кабула в 40 милях к югу от авиабазы Баграм, уничтожен для предотвращения попадания в руки противника. Погибли 2 члена экипажа и 5 получили ранения.
- Март — Операция «Анаконда».
- 2 июля — По меньшей мере 40 человек погибли и около 70 получили ранения в афганской провинции Урузган, когда американский военный самолёт сбросил бомбу на дом, где проводилась свадебная церемония[2].
- 2 августа — по меньшей мере 50 человек, включая солдат и мирных жителей, погибли в результате столкновений на этнической почве в афганской провинции Герат.
- 9 августа — Более 50 человек погибли или ранены в результате взрыва в здании офиса близ города Джелалабад[3].
- 5 сентября — Более 22 человек погибли и десятки получили ранения в результате взрыва заминированного автомобиля в центре Кабула[4].
- 9 сентября — По меньшей мере 10 человек получили ранения в результате взрыва бомбы на рынке в Афганистане.
- 16 октября — Талибы убили девять солдат международной антитеррористической коалиции[5].
- 2 декабря — По меньшей мере 16 человек погибли в результате двух вооружённых столкновений в Афганистане.

### 2003
- 27 января — операция «Мангуст».

- 30 января — «Блэк Хок» потерпел катастрофу в ходе тренировочного полёта восточнее авиабазы Баграм. Весь экипаж — 4 человека — погиб.

- 4 апреля — Афганские и американские войска захватили базу талибов в горном районе страны, по меньшей мере 6 талибов убиты.
- 7 июня — в Кабуле террорист-смертник на заминированной машине протаранил автобус с военнослужащими немецкого контингента ISAF, погибли 4 немецких солдат и один мирный афганец.
- 9 июня — В результате взрыва в Кандагаре убиты 3 человека.
- 24 июня — Пакистанский солдат убит на пакистано-афганской границе.
- 15 июля — В результате нападения на командный пункт афганской полиции вблизи г. Горак в 120 км к северо-западу от Кандагара погибли 5 полицейских, в том числе шеф участка Сакса Мама.
- 19 июля — Взрыв в Хосте — восемь погибших.
- 20 июля — Взрыв в Кабуле. 1 человек погиб.
- 21 июля — Военные антитеррористической коалиции в Афганистане убили 24 боевиков движения «Талибан»[6].
- 28 июля — В Гильменде убиты шесть человек.
- 8 сентября — Ожесточённое столкновение правительственных войск Афганиста с отрядами талибов идёт в южной афганской провинции Кандагар[7].
- 11 сентября — С начала августа в серии столкновений, главным образом на юге Афганистана, погибло около 170 военнослужащих афганской армии и боевиков «Талибана». Эти боевые действия свидетельствуют о том, что радикальный исламизм осуществляет перегруппировку сил и располагает достаточным количеством оружия и личного состава, чтобы начать длительную партизанскую войну[8].
- 16 сентября — За минувшие сутки войска западной коалиции уничтожили 15 талибов в провинции Кандагар на юго-востоке Афганистана[9].
- 18 сентября — В Афганистане в результате операции афганских вооружённых сил 3 боевика движения «Талибан» убиты и ещё двое арестованы[10].
- 28 сентября — Четверо американских военнослужащих погибли в результате нападения талибов в афганской провинции Газни[11].
- 13 августа — По меньшей мере 17 человек погибли, трое получили ранения в результате взрыва небольшого автобуса на юге Афганистана[12].

### 2004
- 6 января — В афганском городе Кандагар прогремел мощный взрыв. По предварительным данным, в результате взрыва погибло как минимум 10 человек.
- 19 января — В афганской провинции Урузган авиаудар американских военных привёл к гибели 11-ти местных жителей, в том числе четверых детей и трёх женщин.
- 20 марта — По крайней мере, семь человек погибли, и ещё шестеро были ранены в результате налёта американской авиации на афганскую провинцию Урузган.
- 25 мая — В результате теракта в Афганистане убиты 9 охранников губернатора провинции Пактика Гуляба Мангала, включая начальника полиции Рахима.
- 11 июля — На западе Афганистана, в городе Герат, прогремел взрыв, погибли пять человек, десять получили ранения.
- 12 августа — «Блэк Хок» (сер. номер 96-26699, рота B 2-го батальона 25-го авиационного полка Армии США). Потерпел катастрофу в провинции Хост в результате «воздушного лихачества» пилота. Погиб 1 член экипажа, остальные 14 военнослужащих США получили травмы.

### 2005
- 6 апреля — «Чинук» (сер. номер 88-00100, рота «F», 159-й авиационный полк, Армии США). Потерпел катастрофу в районе Дах Худайдад к юго-западу от города Газни в условиях песчаной бури при возвращении на авиабазу Баграм. Погибли 15 военнослужащих США и 3 американских гражданских специалиста компании Халлибёртон.
- 28 июня — Группа спецназа из четырёх человек исчезла в провинции Кунар, а отправленный на их поиски вертолёт «Чинук» был сбит. Спасённый солдат смог избежать поимки со стороны боевиков. В результате падения вертолёта погибли 16 американских военных.
- 1 июля — во время американского авианалёта погибли 17 мирных жителей провинции, занимавшихся поиском пропавших американских военных.
- 2 июля — американское командование в Афганистане освободило 57 военнопленных афганцев, содержавшихся на военной базе в Баграме к северу от Кабула.
- 3 июля — Более 40 человек погибли за минувшие двое суток в вооружённых столкновениях правительственных войск с талибами на юге и юго-востоке Афганистана недалеко от границы с Пакистаном.
- 4 июля — на юго-востоке Афганистана взорван автомобиль, погиб водитель-афганец и ранены двое турецких инженеров. Также в результате бомбардировки американской авиацией лагеря боевиков Талибана на востоке страны погибли, по меньшей мере, 17 мирных жителей. На юге Афганистана убит известный учёный-исламист, член влиятельной шиитской организации Маулави Мохаммад Наби Масах. Учёного застрелили около его дома в городе Кандагар.
- 11 июля — По меньшей мере 13 афганских милиционеров погибли и ещё двое получили ранения в результате подрыва грузовика в районе населённого пункта Джани Кель (провинция Пактия) на юго-востоке Афганистана.
- 12 июля — В Афганистане обнаружены обезглавленные тела 6 полицейских, 18 человек убиты на юге страны.
- 15 июля — Американские войска уничтожили в провинции Забуль на юге Афганистана 19 талибов и 6 взяли в плен.
- 19 июля — Террорист-смертник погиб в Афганистане при попытке взорвать начальника полиции провинции Герат.

### 2006
- 13 марта — Афганские талибы убили иностранных заложников.
- 27 марта — Три человека погибли и как минимум двое получили ранения различной степени тяжести при взрыве придорожной бомбы в южных районах Афганистана.
- 21 апреля — В Кандагаре талибы убили 6 полицейских.
- 30 апреля — Талибы убили индийского связиста.
- 18 мая — Рейд на город Муса-Кала (провинция Гильменд).
- май 2006 — Операция «Горный прорыв» (провинция Гильменд)[13].
- 4 августа — Правительственные войска Афганистана в ходе совместной операции с подразделениями западной коалиции уничтожили на юге страны, в провинции Гильменд, 25 боевиков движения «Талибан».
- 6 августа — В Афганистане талибы убили британского солдата из состава сил НАТО.
- 17 августа — В Афганистане прокатилась серия мощных взрывов, направленных против афганской полиции и военнослужащих сил коалиции. Взрывы в провинции Урузган совершили два террориста-смертника. Первый совершил теракт у одного из полицейских постов, в результате чего ранения получили семь полицейских. Второй террорист подорвал себя в тот момент, когда находился рядом с патрулем военнослужащих международной коалиции. В результате взрыва погиб находившийся рядом местный житель, и ещё 6 получили ранения.
- сентябрь — Операция «Медуза» в Афганистане.
- 10 сентября — Талибы убили губернатора провинции в Афганистане.
- 18 сентября — В Афганистане террористы-смертники осуществили 3 взрыва, в результате которых погибло, по меньшей мере, 17 человек.
- 26 сентября — По официальным данным, по меньшей мере 18 человек были убиты и более 17 человек получили ранения в результате взрыва, который прогремел недалеко от здания правительства на юге Афганистана.
- 19 октября — Один британский солдат, а также несколько афганцев, в том числе двое детей, погибли в результате взрыва в городе Лашкаргах на юге страны. Ещё двое британских военнослужащих были ранены. Террорист-смертник взорвал себя рядом с патрулем НАТО.
- 3 ноября — Талибы убили шестерых полицейских.
- 9 декабря — На востоке Афганистана в провинции Кунар талибы убили пятерых мирных жителей, в том числе двух учительниц.

### 2007
- 7 января — британские войска уничтожили базу талибов на севере провинции Гильменд.[14]
- 11 января — сообщение о боях в провинции Пактика с крупным отрядом талибов (британские источники сообщают о 150 погибших).[15]
- 3 февраля — талибам удалось захватить город Муса-Кала — административный центр провинции Гильменд.
- 17 февраля — Более 100 человек стали жертвами теракта, совершённого на юге Афганистана.
- 6 марта — 30 мая — Операция «Ахиллес»
- 16 марта — Талибы убили водителя похищенного итальянского журналиста.
- 12 мая — убийство муллы Дадуллы.
- 25 мая — В округе Зари провинции Кандагар в результате взрыва мины погиб канадский военнослужащий.
- 17 июня — Свыше 35 человек погибли в результате подрыва полицейского автобуса, совершённого террористом-смертником из движения «Талибан» в столице Афганистана.
- 18 июня — Семеро детей погибли в результате авиаудара сил коалиции по медресе в Афганистане.
- 19 июля — 23 миссионера из Южной Кореи были взяты в заложники боевиками в провинции Газни. Двое мужчин-заложников были казнены до того, как было достигнуто соглашение между талибами и правительством Южной Кореи.
- 25 июля — В Афганистане талибы убили южнокорейского заложника.
- 3 августа — в результате бомбардировки авиацией США афганского города Мазари-Дини погибли более 200 жителей.[16]
- 10 сентября — до 27 человек возросло число жертв теракта, совершённого в провинции Гильменд на юге Афганистана. Смертник на заминированном мотоцикле подорвал себя на автобусной остановке в центре оживлённого рынка города Гиришк. Ранения получили около 60 человек. Среди погибших — 13 стражей порядка, остальные — мирные жители.
- 1 октября — Как минимум 30 человек погибли в результате взрыва в автобусе в столице Афганистана
- 6 ноября — В городе Баглан на севере Афганистана террорист-смертник взорвал бомбу, приблизившись к группе афганских парламентариев (они совершали поездку по региону). В результате 90 человек погибли и ещё 50 пострадали.
- 5 декабря — в столице Афганистана, Кабуле, был совершён второй за минувшие сутки теракт. Террорист-самоубийца, находившийся за рулём заминированной машины, протаранил автобус, перевозивший военнослужащих. В результате теракта погибли 13 человек.
- 10 декабря — после трёхдневных боёв силам НАТО удалось выбить талибов из Муса-Калы, контролировавшейся теми с февраля[17] .

### 2008
- 13 января — Талибы убили двух голландских солдат в афганской провинции Урузган.
- 14 января — произошло нападение на Kabul Serena Hotel в Кабуле, погибли шесть человек, в том числе норвежский журналист Карстен Томассен. Ещё шесть человек были ранены.
- 17 февраля — Смертник подорвал закреплённую на теле мощную взрывчатку в толпе сотен афганцев, собравшихся посмотреть в городе Кандагар на собачьи бои. По последним данным, в результате взрыва погибли 37 человек и более 90 получили ранения.
- 29 апреля — В результате взрыва на востоке Афганистана в провинции Нангархар погибли 15 местных жителей и ещё 25 человек получили ранения различной степени тяжести. Взрыв осуществил террорист-смертник.
- 13 мая-23 мая — операция «Карез»[18]
- 7 июля — в результате теракта в Кабуле погибли 58 человек и более 150 ранены.
- 13 июля — 21 человек погиб, свыше 40 получили ранения в результате теракта на юге Афганистана. По данным полиции, смертник подорвал себя на оживлённом базаре вблизи полицейской патрульной машины в уезде Дех-Рауд провинции Урузган. Среди погибших — 17 мирных жителей, большинство из которых — дети, и четверо стражей порядка.
- 8 сентября — В результате теракта на юго-востоке Афганистана погибли шесть мирных жителей, ещё двое получили ранения.
- 22 ноября — К югу от Кабула произошёл теракт. Бомба была взорвана неподалёку от группы французских военнослужащих, осуществлявших патрулирование местности. В результате взрыва один человек погиб, второй получил ранения.

### 2009
- 7 января — Афганские талибы убили троих пакистанских полицейских, ещё один полицейский был ранен.
- 9 марта — Талибы уничтожили 9 американских и 2 английских танка, убили 29 солдат Англии и 28 солдат США.
- 2 мая — Талибы убили пятерых солдат в Афганистане.
- 7 мая — Двенадцать мирных жителей погибли, ещё 28 получили ранения различной степени тяжести в результате теракта, проведённого смертником в уезде Геришк южной афганской провинции Гельменд.
- 2 июля-20 августа — операция «Удар мечом»[19]
- 9 июля — Заминированный грузовик взлетел на воздух возле школы. В это время мимо проезжал полицейский патруль. По предварительным данным, в числе погибших 21 школьник и четверо стражей порядка. Разрушены три магазина и выбиты окна в близлежащих зданиях.

- 27 августа — умер, раненый в результате ракетного удара, основатель и лидер «Исламского движения Узбекистана», Тахир Абдулхалилович Юлдашев.
- 2 сентября — Талибы убили крупного афганского чиновника.
- 17 сентября — начинённый взрывчаткой автомобиль, за рулём которого находился террорист-смертник, протаранил две машины контингента НАТО. В результате мощного взрыва и последовавшего за ним пожара, сгорели ещё 6 автомобилей. Жертвами теракта стали 16 человек, ранения различной степени тяжести получили 55.

- 3 октября — сражение за Камдеш
- 4 октября — В Афганистане талибы убили восемь американцев.
- 8 октября — в результате теракта в Кабуле погибли 17 и ранены 83 человека.
- 11 октября — Талибы убили афганского высокопоставленного чиновника.
- 28 октября — 6 человек погибли и 9 ранены в результате теракта в Кабуле.
- 31 декабря — В Афганистане талибы убили 12 иностранных военных и журналистку.

### 2010
- 14 января — Террорист-смертник привёл в действие взрывное устройство на оживлённом рынке в афганской провинции Урузган. В результате погибли по меньшей мере 16 человек, ещё 13 получили ранения.
- 17 января — В афганской провинции Герат на западе страны боевики-талибы убили главу администрации отдалённого района Чешт Шариф.
- 12 февраля — операция «Монштарак».
- 28 февраля — в результате теракта на юге Афганистана в провинции Гильменд погибла семья из 11 человек.
- 13 марта — в городе Тирин-Кот (провинция Урузган, Афганистан) на автотрассе был совершён теракт. В результате взрыва фугаса, заложенного около дороги, погибли пассажиры проезжавшего по трассе микроавтобуса.
- 21 марта — По меньшей мере девять человек получили ранения и десять погибли в результате взрыва на юге Афганистана.
- 31 мая — террорист-смертник на заминированном автомобиле атаковал здание военного координационного центра афганской армии в уезде Карам Сарай восточной провинции Хост. Погибли как минимум 19 военнослужащих, ещё 23 ранены.
- 10 июня — В результате теракта, совершённого в Афганистане, не менее 39 человек погибли, свыше 70 — получили ранения.
- 10-14 июня — наступление в Шах-Вали-Кот
- 7 июля — Экстремисты радикального движения «Талибан» атаковали позиции афганской армии в провинции Кунар, в результате чего три гражданина погибли и 16 получили ранения.
- 2 августа — Голландия начала вывод войск из Афганистана[20]
- 6 августа — в афганской провинции Бадахшан талибы убили десятерых безоружных сотрудников международной благотворительной христианской организации International Assistance Mission, оказывавших медицинскую помощь афганцам. Среди погибших были шесть американцев, одна британка, одна немка и два афганца.
- 26 августа — Взрыв прогремел на базаре уезда Даште Арчи северной афганской провинции Кундуз. в результате подрыва самодельного взрывного устройства погибли два афганских полицейских, 14 мирных жителей, оказавшихся в эпицентре, получили ранения.
- 9 октября — В долине Гулистан талибы убили четверых итальянцев.

### 2011
Основная статья: Операция «Копьё Нептуна»
- 10 января — боевики Исламского Эмирата заявили, что в ходе 2-часового сражения в ночь на 9 января они установили контроль над уездным центром Зари в провинции Балх. Было заявлено о отсутствии у них потерь и захваченных трофеях: 12 автоматов Калашникова, другом оружии, боеприпасах, 1 джип «рейнджер». Боевики сообщили, что на они установили контроль над всем уездом, так как противник не располагает больше никакими силами в этом районе и что уезд Зари является уже седьмым из 15 уездов провинции Балх, над которым установили контроль боевики.
- 2 мая — в Пакистане уничтожен основатель и лидер «Аль-Каиды», Усама Бен Ладен.
- 6 июля — в районе авиабазы Баграм в провинции Парван разбился азербайджанский транспортный самолёт Ил-76ТД.
- 21 июня — В Афганистане талибы убили грузинского солдата.
- 12 июля — брат президента Афганистана Ахмад Карзай был убит своим знакомым Сардаром Мохаммадом. Талибы заявили, что убийство совершено их боевиком.
- 28 июля — как сообщил представитель Исламского Эмирата Афганистан Кари Мухаммад Юсуф Ахмади, на которого ссылается издание UmmaNews, талибы освободили район Хас Урузган и его регионы от вражеского присутствия, они захватили ряд вражеских транспортных средств, мотоциклов, большое количество тяжёлого и лёгкого вооружения, а также другой военной техники и амуниции.
- 1 августа — в районе Хайрпур на северо-западе Пакистана боевики атаковали автоколонну снабжения НАТО, были ранены 4 человека (водители и охранники) и уничтожены 10 бензовозов.
- 6 августа — крушение военного вертолёта СН-47 «Чинук».
- 23 ноября — На востоке Афганистана — мощный взрыв. В результате погибли 2 человека, пострадали около 40.
- 30 ноября — В Афганистане взорвался пассажирский автобус. Погибли более 10 человек. 12 получили ранения.
- 6 декабря — По меньшей мере 54 человек, включая женщин и детей, погибли в результате атаки экстремиста-смертника на шиитский храм в центре столицы Афганистана Кабула, ещё 150 получили ранения.

### 2012
- 29 января — в провинции Баглан на сторону афганского правительства перешли 50 боевиков повстанческой группировки «Хизб-и-Ислами». Всего за прошедшую неделю в разных районах провинции правительственным силам сдались 130 боевиков Талибана и «Хизб-и-Ислами».
- 1 февраля — в западных средствах массовой информации были опубликованы сообщения о секретном отчёте НАТО, в котором приводятся свидетельства прямого содействия афганскому «Талибану» со стороны пакистанской межведомственной разведки (ISI). В документе было также отмечено, что значительная часть населения Афганистана поддерживает «Талибан» и случаи сотрудничества служащих афганской армии и полиции с повстанцами широко распространены. Официальный представитель ISAF подполковник Джимми Каммингс отказался от комментариев по поводу данного отчёта, подчеркнув, что информация не была предназначена для публичного распространения.
- 5 февраля — Неизвестные взорвали отделение полиции на юге Афганистана. Погибли семь человек, пять из них — сотрудники правоохранительных органов. Ранения получили 19 человек.
- 13 февраля — по данным правительственной комиссии, в провинциях Каписа и Кунар на востоке Афганистана в результате авиаударов НАТО были убиты по меньшей мере 15 мирных жителей, в том числе 7 детей.
- 7 марта — В провинции Кандагар на юге Афганистана сегодня утром четыре человека погибли и ещё десять получили ранения при взрыве бомбы, укреплённой на мотоцикле.
- в июле 2012 года в провинции провинции Фарах на сторону боевиков перешли офицер и 20 сотрудников афганской полиции с оружием, снаряжением и техникой. Известны и другие случаи перехода на сторону боевиков афганских военнослужащих и полицейских. В целом, в первом полугодии 2010 года афганской армии дезертировали 11 423 человека, с января по июнь 2011 года — 24 590 солдат и офицеров.
- 4 июня — уничтожен высокопоставленный чиновник «Аль-Каиды»- Абу Яхья аль-Либи.
- 28 июля — при нападении на контрольный пункт в провинции Пактика убиты 30 боевиков Талибана и ранен 1 служащий пограничной полиции.
- 14 августа — в Афганистане произошла серия терактов, которая унесла жизни 46 человек. При взрывах были ранены 90 местных жителей.
- 18 августа — командующий войсками ISAF генерал Дж. Аллен объявил о реализации программы «Ангел-хранитель» в связи с участившимися случаями атак военнослужащих ISAF сотрудниками афганских сил безопасности: отныне во время каждой миссии или встречи иностранных военнослужащих с афганцами за поведением афганцев должны были следить специально подготовленные агенты-«ангелы», готовые открыть огонь при попытке нападения на иностранца.
- 27 августа — Боевики радикального движения «Талибан» обезглавили 17 участников концерта фольклорной музыки в южной афганской провинции Гельменд.
- 1 сентября — Жертвами двойного теракта в Афганистане стали, по меньшей мере, 13 человек.
- 4 сентября — в результате устроенного талибами теракта на похоронах в провинции Нангархар погибли не менее 20 мирных афганцев, ещё свыше 50 ранены.
- 11 сентября — В Кабуле женщина с «жилетом смертника» из-за фильма совершила теракт против иностранцев. Взрыв произошёл, когда микроавтобус с рабочими следовал в кабульский международный аэропорт. Погибли 10 человек, среди них — 9 иностранцев. Ответственность взяла на себя группировка «Хезб-и-ислами».
- 14 сентября — Афганское движение "Талибан" взяло на себя ответственность за нападение на Кэмп-Бастион в южной провинции Гильменд, в результате которой американские чиновники заявили, были убиты 2 американских морских пехотинца, добавив, что атака была ответом на фильм, который оскорбляет пророка Мухаммеда.
- 1 октября — В результате взрыва, устроенного террористом-смертником погибли не менее 14 человек, в том числе трое военнослужащих НАТО. Ещё почти 40 человек получили ранения,
- 7 октября — движение «Талибан» объявило о своей победе в войне против США и их союзников. За сутки в ходе операций афганских и коалиционных сил было убито 18 боевиков «Талибана», ещё 4 подорвались на собственной мине.
- 19 октября — В окрестностях Мазари-Шарифа — это четвёртый по величине город в Афганистане — на фугасе подорвался пассажирский автобус. По предварительным данным, погибли 15 местных жителей, ранены около 20.
- 26 октября — В результате теракта в северной афганской провинции Фарьяб погиб 41 человека. Около 50 ранены.
- 21 ноября — В дипломатическом квартале Кабула произошёл взрыв. Теракт унёс жизни, как минимум, 2 человек.
- 14 декабря — На юге страны в Кандагаре террорист-смертник подорвал автомобиль у авиабазы НАТО. По предварительным данным, погиб американский военнослужащий и два мирных жителя.
- 21 декабря — Новый мощный взрыв потряс Афганистан. Погибли 7 человек.
- 26 декабря — Новый теракт в Афганистане. Взрыв прогремел возле военной базы НАТО в провинции Хост в тот момент, когда конвой международных сил возвращался из аэропорта. Погибли три афганца.

### 2013
- 26 января — Десять сотрудников афганской полиции погибли и ещё более 20 получили ранения в результате атаки террориста-смертника в городе Кундуз.
- 4 апреля — Более 50 человек погибли и 90 получили ранения в результате нападения боевиков на здание суда в афганском городе Фарах.
- 23 апреля — убит основатель и глава движения «Талибан»- Мухаммед Омар.
- 29 апреля — катастрофа Boeing 747 в Баграме
- 30 апреля — В провинции Гильменд на самодельном взрывном устройстве подорвался автомобиль с солдатами 2-го батальона Королевского полка Шотландии. В результате погибли 3-е британских солдат.[21]
- 16 мая — При взрыве в столице Афганистана Кабуле погибли шесть человек, 37 получили ранения.
- 25 июня — На юге Афганистана произошёл мощный теракт. В результате взрыва придорожной мины погибли, по разным данным, около 10 человек.
- 11 июля — На юге Афганистана — двойной теракт. В результате атаки погибли 5 человек.
- 3 августа — Восемь детей погибли при взрыве у индийского консульства в Афганистане.
- 5 сентября — В столице Афганистана — очередная атака боевиков. Погибли 10 человек. В ходе операции по освобождению прихожан боевики были убиты.
- 13 сентября — У американского консульства в Афганистане прогремел мощный взрыв. Погибли 3 человека, почти 20 получили ранения.
- 22 сентября —Трое американских солдат были застрелены в ночь с субботы на воскресенье, 22 сентября на территории афганской военной базы в городе Гардез на востоке Афганистана.
- 17 декабря — Взрыв в афганской провинции Кандагар унёс жизни двоих сотрудников полиции, пострадали более 10 человек.

### 2014
- 17 января — Теракт в Афганистане: погиб 21 человек, включая сотрудников ООН и МВФ.
- 15 июля — В результате взрыва начинённой взрывчаткой машины на людном рынке в восточной провинции Афганистана Пактика не менее 30 человек погибли и свыше 40 были ранены.
- 23 ноября — Жизни по меньшей мере 40 человек унёс теракт в Афганистане. Более 60 получили ранения. Террорист-смертник привёл в действие взрывное устройство во время волейбольного матча в провинции Пактика на востоке страны.
- 28 декабря — после того, как США и союзники завершают ряд спецопераций в Афганистане, принимается решение об окончании этого этапа войны.